# Ernst Ruhmer
Ernst Walter Ruhmer (15 de diciembre de 1878 - 8 de abril de 1913) fue un físico alemán, conocido por investigar aplicaciones prácticas de las propiedades de sensibilidad a la luz del selenio, que empleó en el desarrollo de la telefonía inalámbrica mediante el uso de transmisiones ópticas de línea de visión, grabación de audio en películas sonoras y en las transmisiones de televisión a través de cables.

## Carrera
Hijo de un inventor, desde 1897 hasta 1900 estudió matemáticas y ciencias naturales en Berlín, y al año siguiente continuó sus estudios en Giessen. Sus primeros trabajos incluyeron una extensa investigación sobre el desarrollo de células fotoeléctricas de selenio, que eran más sensibles y reaccionaban más rápidamente a los efectos de la iluminación. En diciembre de 1902, junto con Salomon Kalischer, obtuvieron la patente alemana 151.971 por su método de producción de imágenes fotográficas al exponer placas conductoras de la electricidad recubiertas de selenio. Ruhmer también diseñó un interruptor de control sensible a la luz, utilizando una celda de selenio, que se usó con éxito para apagar automáticamente el flujo de gas de iluminación de una boya durante el día. En 1904 estableció un laboratorio privado de física, ubicado en el suroeste de Berlín.
 

### Telefonía inalámbrica

#### Fotófono

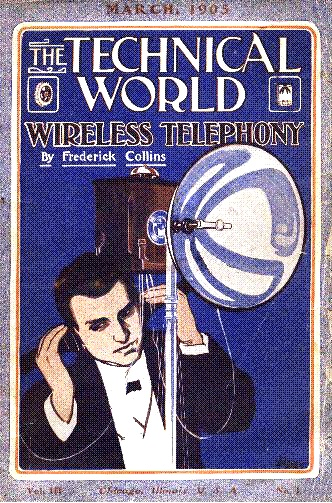
Cartel con Ruhmer utilizando su sistema de teléfono fotoeléctrico (1905)

Ruhmer obtuvo por primera vez un amplio reconocimiento por su trabajo en la mejora del teléfono inalámbrico óptico de Alexander Graham Bell, el fotófono. Introducido en 1880,  este dispositivo usaba celdas de selenio en el receptor para convertir la luz fluctuante producida por la unidad transmisora en sonidos. Pero el invento de Bell solo tenía un alcance de unos pocos cientos de metros, y pronto terminó su investigación sobre este dispositivo. Ruhmer creía que la mayor sensibilidad de sus células de selenio, combinada con las capacidades superiores de recepción del "arco de habla" del profesor H. T. Simon, harían que el fotófono fuera práctico en distancias de señalización más largas.
Llevó a cabo una serie de transmisiones experimentales en el río Havel y en el lago Wannsee desde 1901 hasta 1902. Informó que alcanzó distancias de envío en buenas condiciones de 15 kilómetros, con igual éxito durante el día y la noche, aunque dependiendo de las condiciones meteorológicas. Continuó sus experimentos en Berlín hasta 1904, junto con la Armada alemana, que suministró reflectores de alta potencia para su uso en las transmisiones.

#### Radioteléfono
Ruhmer también llevó a cabo investigaciones para realizar transmisiones de audio utilizando señales de radio. En 1904, se le otorgó, junto con Adolf Pieper, la patente alemana 173.396, "Un proceso para generar oscilaciones eléctricas permanentemente no amortiguadas", que describía un método para crear transmisiones de "onda continua" utilizando un tubo de vacío de vapor de mercurio.
En 1904, desarrolló un alternador que producía frecuencias de transmisión de hasta 120.000 ciclos por segundo. Sin embargo, este esfuerzo nunca fue más allá de un prototipo básico que generó menos de 0,001 vatios.

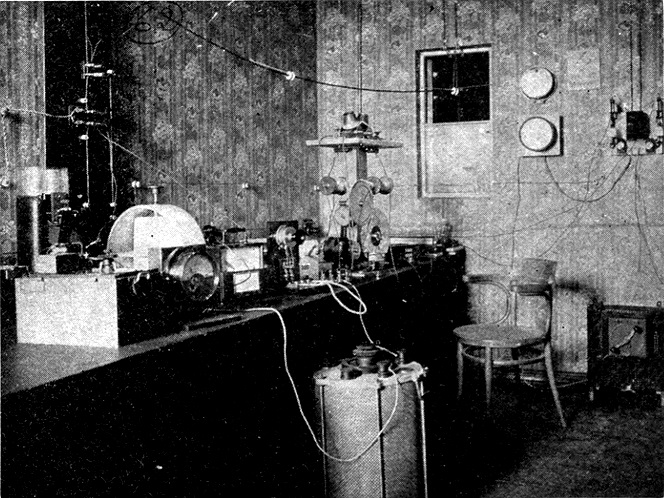
Transmisor radiotelefónico de Ruhmer, hacia 1905

También investigó las transmisiones radiotelefónicas utilizando un transmisor de chispa de alta frecuencia. Este trabajo se llevó a cabo durante el invierno de 1904-5, sin embargo, este enfoque tuvo resultados limitados, ya que más tarde observó que "el habla transmitida por contacto microfónico y el teléfono era irregular, interrumpido como el de un tartamudo".
En 1906, empleando un diseño basado en gran parte en el transmisor de arco de hidrógeno desarrollado por Valdemar Poulsen de Dinamarca, informó que había construido un transmisor capaz de producir frecuencias de hasta 300.000 ciclos por segundo. Aunque la calidad de las transmisiones de audio resultantes fue "sorprendentemente buena", y aunque pensaba que el alcance de la transmisión podría extenderse a varios kilómetros, estas pruebas solo se realizaron a una distancia de 500 metros.
Así mismo, investigó las transmisiones de ondas portadoras (conocidas entonces como "conexión inalámbrica por cable"), donde se transmitían múltiples señales de radio por un conductor eléctrico, que actúa como una guía de onda que lleva las señales a los lugares designados. En 1911, se informó que durante una demostración reciente, "cuatro transmisiones (música alemana, francesa, canciones y gramófono, respectivamente) se realizaron simultáneamente, pero que el número obviamente puede aumentar considerablemente sin ninguna perturbación".
En 1907 escribió "Drahtlose Telephonie", obra traducida por James Robert Erskine-Murray, y publicada en 1908 como "Telefonía inalámbrica en la teoría y la práctica". Este libro revisó las diversas tecnologías que se estaban investigando para la telefonía inalámbrica, incluidas las investigaciones sobre teléfonos ópticos y los desarrollos más recientes de radioteléfonos. Pronto se reconoció que las transmisiones de radio eran superiores para la mayoría de las aplicaciones, ya que no estaban afectadas por el clima y no estaban limitadas a las transmisiones de línea de visión.

### Grabación de sonido en las películas de cine
En 1900, como parte de su investigación sobre teléfonos inalámbricos ópticos, Ruhmer registró las fluctuaciones de la luz del arco de transmisión como diferentes tonos de bandas claras y oscuras en un rollo continuo de película fotográfica. Luego determinó que podía revertir el proceso y reproducir el sonido grabado de esta banda fotográfica, al iluminar con una luz brillante la tira de película, y la luz variable resultante iluminaba una celda de selenio. Los cambios en el brillo causaron un cambio correspondiente en la resistencia del selenio a las corrientes eléctricas, que se utilizó para modular el sonido producido en un receptor de teléfono. Resumió los resultados como: "Es realmente un proceso maravilloso: el sonido se convierte en electricidad, que se convierte en luz, que provoca acciones químicas, que se convierten en luz y electricidad nuevamente, y finalmente en sonido". Llamó a este invento el fotografófono. El concepto general finalmente se adoptó para la producción de películas sonoras.

### Televisión

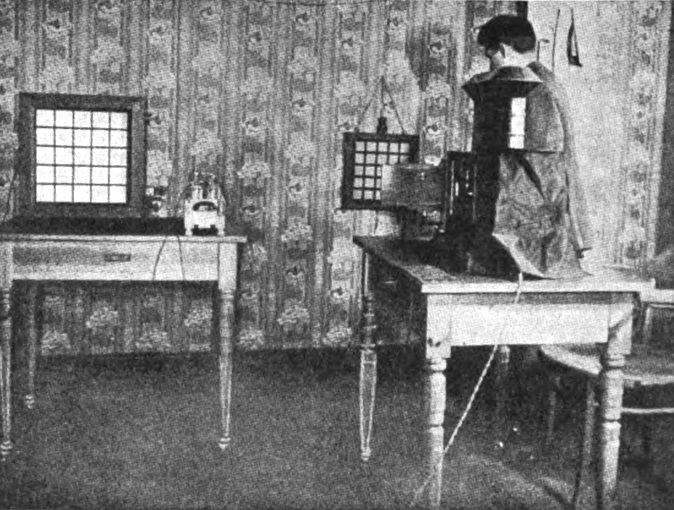
Ruhmer demostró su sistema de televisión experimental, que era capaz de transmitir imágenes de formas simples a través de líneas telefónicas, utilizando un receptor de 25 células de selenio (1909)

Ruhmer investigó el uso de celdas de selenio como elementos de imagen para un receptor de televisión. A finales de 1909, demostró con éxito en Bélgica la transmisión de imágenes simples a través de un cable telefónico desde el Palacio de Justicia de Bruselas a la ciudad de Lieja, a una distancia de 115 km . Esa demostración se describió en ese momento como "el primer modelo de aparato de televisión que funcionaba en el mundo". Sin embargo, su dispositivo consistía en solo 25 celdas, por lo que únicamente era capaz de representar formas geométricas simples. Ruhmer confiaba en que la producción de un sistema capaz de obtener imágenes de mayor definición "era solo una cuestión de dinero". Sin embargo, a un costo de 15 libras cada celda de selenio, estimó que un sistema de 4000 celdas costaría unas 60.000 libras y un mecanismo de 10.000 celdas capaz de reproducir "una escena o evento que requiere el fondo de un paisaje" costaría unas 150.000 libras. Debido al alto costo, no previó que su dispositivo fuera adecuado para el uso doméstico privado, sino que imaginó que se podrían establecer oficinas centrales en las principales ciudades, y los clientes llegarían a acuerdos para hacer uso del servicio.
Manifestó su esperanza de que la Exposición Universal de Bruselas (1910) patrocinara la construcción de un dispositivo avanzado con muchas más células, como un escaparate para la exposición. Sin embargo, el gasto estimado de 250.000 libras demostró ser demasiado alto. Además, la investigación en televisión estaba recurriendo al uso del tubo de rayos catódicos en los receptores como un enfoque más adecuado.
La prometedora carrera de Ruhmer quedó truncada por una enfermedad que contrajo en 1912, muriendo al año siguiente a la edad de 34 años.

## Obra
- Das Selen und seine Bedeutung für die Elektrotechnik mit besonderer Berücksichtigung der drahtlosen Telephonie; Berlín, F. y M. Harrwitz, 1902

- Neuere elektrophysikalische Erscheinungen: Nach zahlreichen Einzelveröffentlichungen zusammengestellt; Verlag Der Mechaniker; 1902

- Radium und radioaktive Substanzen: unter besonderer Benutzung eines von William J. Hammer vor dem American Institute of Electrical Engineers und der American Electrochemical Society am 17. April 1903 gehaltenen Vortrags; Harrowitz, 1904

- Konstruktion, Bau und Betrieb von Funkeninduktoren und deren Anwendung, mit besonderer Berücksichtigung der Röntgenstrahlen-Technik: nebst e. Anhang: Kurzer Überblick über d. Grundzüge d. Röntgentechnik d. Arztes; 1904

- Neue Apparate für Lichttelephonie. In: Jahrbuch für Photographie und Reproduktionstechnik; ed. 17 - 1903, p. 217–219.

- Drahtlose Telephonie. Selbstverlag, Berlín 1907 (englisch: Wireless telephony, in theory and practice. Crosby Lockwood & Son, London 1908).

- Der sprechende elektrische Flammenbogen und seine Verwendung zur „drahtlosen Telephonie“. In: Elektrotechnische Zeitschrift 22, 1901, p. 196–198.

- Ueber das sprechende Licht. In: Physikalische Zeitschrift 2, 1901, p. 325–328.

- Neue Sende- und Empfangsanordnung fur drahtlose Telephonie. In: Physikalische Zeitschrift 2, 1901, p. 339–340.

- Neuere Versuche mit Lichttelephonie. In: Elektrotechnische Zeitschrift 23, 1902, p. 859–862.